# Sciades fasciatus
Sciades fasciatus är en skalbaggsart. Sciades fasciatus ingår i släktet Sciades och familjen långhorningar.

## Underarter
Arten delas in i följande underarter:
- S. f. fasciatus
- S. f. yaeyamanus
- S. f. nobuoi
- S. f. okinawanus
- S. f. taiwanensis